# 磊江縣
磊江縣，是明代交阯承宣布政使司清化府清化州下轄的一個縣，後陷入安南，治所約在今越南永祿縣和安定縣的上游的錦水縣。

## 沿革
- 永樂五年六月癸未朔（1407年7月5日）置，隸清化府清化州[2]。
- 永樂六年十月二十六日（1408年11月13日），設磊江縣箇勾厯關、巴凜關、瓮冊關廵檢司[3]。
- 永樂七年正月二十一甲子（1409年2月5日），設磊江縣牛鼻關廵檢司[4]。
- 永樂十七年九月十四日丙辰（1419年10月3日），併磊江縣入俄樂縣[5]。
- 宣德元年二月十五日（1426年3月23日），磊江縣句歷廵檢司廵檢武存忠以考滿至京，進土絹衣香[6]。